# Igreja Renascer em Cristo
A Igreja Apostólica Renascer em Cristo (também conhecida apenas como Renascer) é uma igreja cristã neopentecostal sediada em São Paulo, Brasil. A igreja foi fundada em 1986 pelo casal Estevam Hernandes e Sônia Hernandes. Em 2007, a igreja possuía 2 milhões de membros e mais de 1.200 templos no Brasil e ao redor do mundo, sendo na época, a terceira maior denominação cristã brasileira. Em 2011, o número de templos foi reduzido para 315, sendo a grande maioria no estado brasileiro de São Paulo, além de uma pequena presença nos Estados Unidos e em Angola.
A Renascer possui a Teologia da Prosperidade como uma das bases de sua doutrina e é considerada parte da terceira onda do pentecostalismo.
A Renascer possui uma emissora de TV (Rede Gospel), uma rede de estações de rádio (Gospel FM), uma editora e uma linha de confecções. É também conhecida por ser uma das organizadoras da Marcha para Jesus, realizada anualmente desde 1993 em São Paulo e que reúne um público de diferentes igrejas evangélicas.

## História
Estevam e Sônia Hernandes fundaram a igreja em 1986. Estevam nasceu em uma família católica de classe média-baixa e se converteu aos 20 anos, na Igreja Pentecostal da Bíblia no Brasil, tornando-se, em pouco tempo, líder de jovens.

Trabalhou, por 12 anos, na gerência de marketing e vendas das empresas Xerox e ItauTec. Sônia nasceu em uma família evangélica e frequentou desde criança a Igreja Evangélica Independente de Cambuci, onde o pai tinha um cargo de liderança. Era nutricionista e tinha uma loja de roupas. O casal passou a frequentar a Igreja Pentecostal da Bíblia do Brasil antes de fundar a Renascer. Pouco tempo depois da fundação da igreja, a denominação começou a atrair um amplo público formado por jovens, profissionais liberais e empresários.

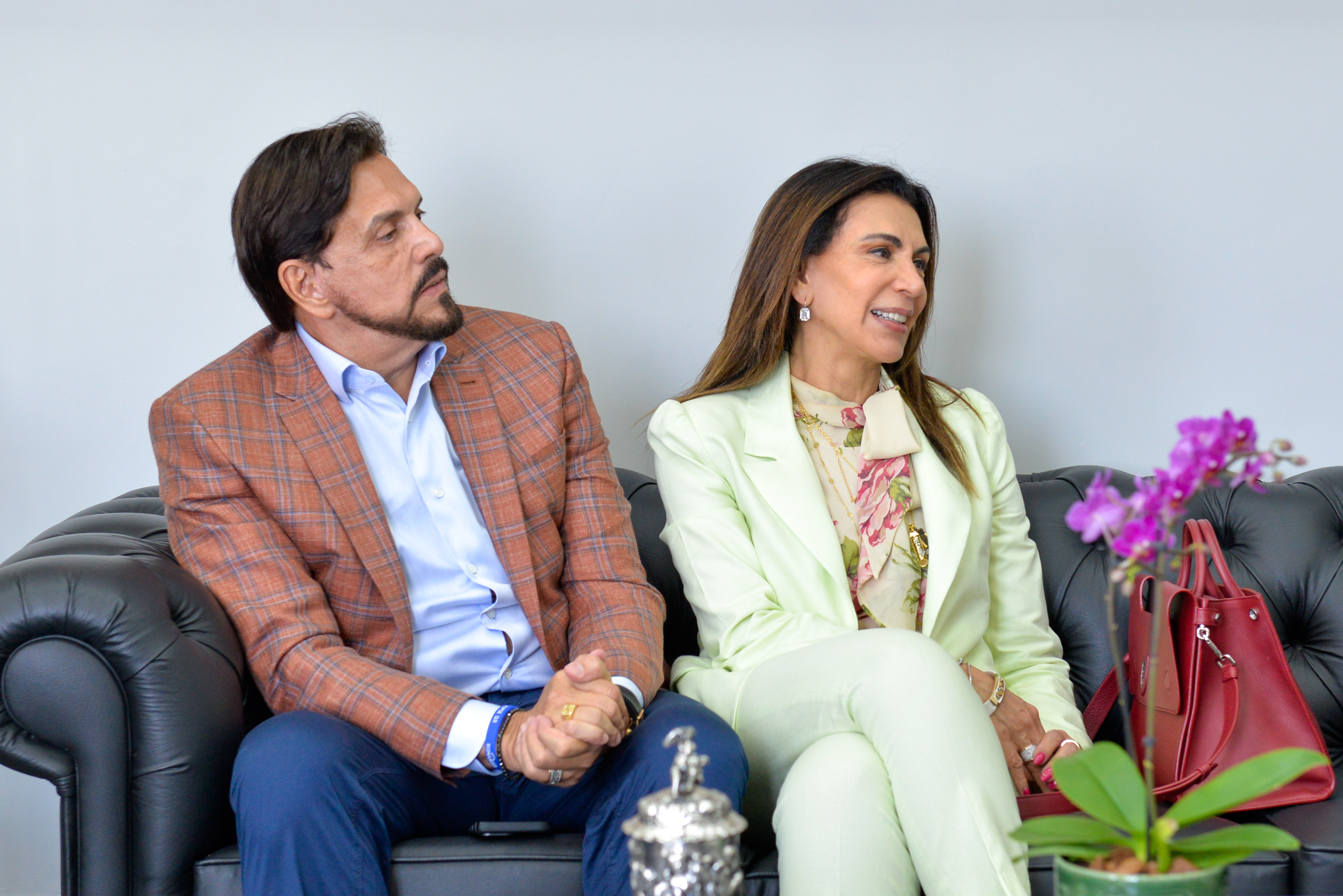
Estevam Hernandes e Sônia Hernandes, fundadores da Igreja Renascer.

Inicialmente, as reuniões eram feitas na casa de Hernandes, sendo posteriormente transferida para uma pizzaria. Com o aumento do número de membros, foi disponibilizado um espaço na Igreja Evangélica Árabe de São Paulo, ainda na Vila Mariana. O foco principal era em cultos para jovens. Após um rápido crescimento, é adquirido um prédio na Avenida Lins de Vasconcelos, no Cambuci, onde seria erguida a sede internacional, com capacidade para até 5 mil pessoas.[carece de fontes?]
Em 2005, o casal Hernandes fundou a Confederação das Igrejas Evangélicas Apostólicas do Brasil (CIEAB), que reúne hoje, segundo o site da associação, 1.500 líderes que representam 260 ministérios apostólicos. A CIEAB oferece assessoria em 12 áreas: jurídica, contábil e fiscal, ministerial, espiritual, política, musical, em informática, em comunicação, em projetos sociais, em eventos, em idiomas e em missões. 
A igreja também mantém a Associação Renascer de Empresários e Profissionais (AREPE), que tem o objetivo de "estabelecer aliança entre profissionais liberais, empresários e profissionais cristãos para crescimento, por meio de Direcionamento, Relacionamento e Aperfeiçoamento".
Em 1993, a igreja organizou a primeira edição da Marcha para Jesus, em São Paulo. O evento, que desde então é realizado todos os anos, e reúne um público interdenominacional, de diferentes igrejas evangélicas de todo o país.
No dia 18 de janeiro de 2009, o templo principal da Igreja Renascer em Cristo, no bairro do Cambuci, em São Paulo, desabou. O telhado caiu, matando 9 pessoas e ferindo 115 pessoas. Em 2010, a gravadora Gospel Records encerrou temporariamente suas atividades, retornando em 2020. Nesse período, o ministério de louvor Renascer Praise passou a fazer parte do casting da Sony Music, e mais tarde, da Universal Music Brasil.
Em 2016, a igreja passou por sua maior crise, tendo de fechar 70% de seus templos. Em abril de 2020, a igreja demitiu 15 funcionários do canal de TV Rede Gospel devido à pandemia de COVID-19.

## Práticas musicais e mídia
Entre os principais meios de divulgação das crianças da igreja estão a música. Vários grupos musicais ligados à igreja produzem interpretações de músicas ("louvores") que usam uma grande variedade de gêneros populares, tal como rock, funk, pagode, metal, rap e outros, como forma de evangelismo. Esta riqueza de estilos e expressões supostamente gera considerável interesse em um amplo público.
 

O ministério de louvor da igreja é o Renascer Praise, um grupo musical que participa dos cultos da igreja. O grupo foi indicado ao Grammy Latino, na categoria Melhor Álbum de Música Cristã em Língua Portuguesa em 2014, por seu álbum Canto de Sião.

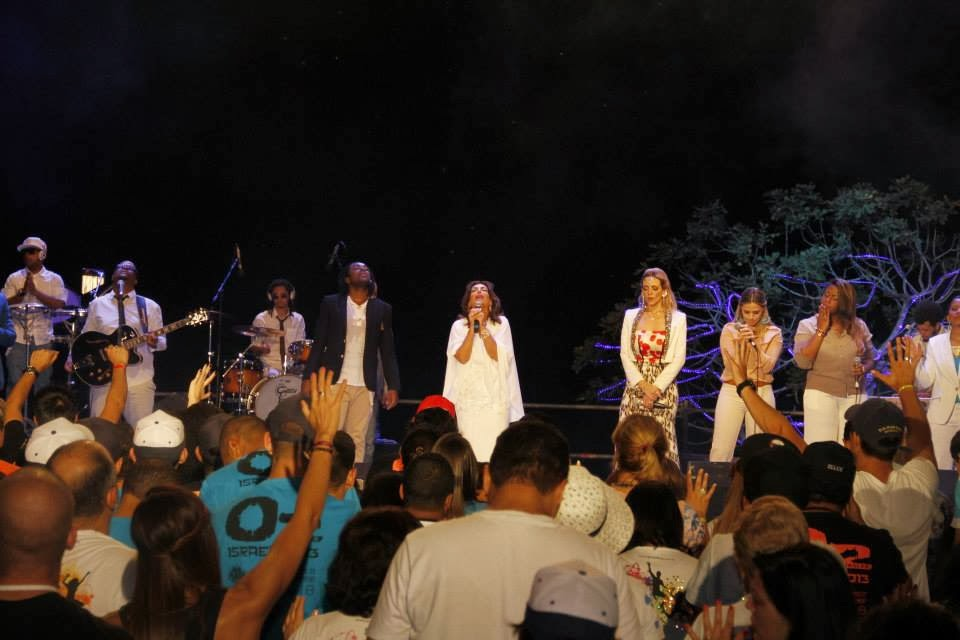
Renascer Praise em 2013.

A Renascer também é conhecida por ser proprietária de vários veículos de mídia. Em 1990, a igreja fundou a gravadora Gospel Records e começaram a alugar espaços na Rádio Imprensa. A partir de 1992, a Igreja Renascer começou a alugar alguns horários na programação da Rede Manchete e posteriormente, da CNT. 
A primeira concessão veio em 1996, no governo Fernando Henrique Cardoso, quando a igreja fundou a Rede Gospel; em 2000, a igreja arrendou as emissoras da Manchete FM, surgindo a Manchete Gospel FM.
Em setembro de 1999, as rádios foram vendidas ao empresário Orestes Quércia, que criou a rede NovaBrasil FM. No final de 2002, a Renascer passa a transmitir em uma frequência própria em São Paulo. A partir da mudança, a rede de estações de rádio muda de nome para Gospel FM.
Em janeiro de 1999, em meio à grave crise da Manchete, o Grupo Bloch, proprietário da rede de televisão, decidiu fazer um acordo de arrendamento com a igreja. O então Ministro das Comunicações, Pimenta da Veiga, reprovou o acordo. Alguns dias depois, a Renascer disse que não iria pagar as dívidas da Manchete, ferindo o acordo. Após um mês de muita tensão entre o Grupo Bloch e a Igreja Renascer, o acordo foi rompido em fevereiro do mesmo ano, alegando o descumprimento de cláusulas contratuais.
Um dos mais famosos adeptos da Renascer foi o jogador de futebol Kaká, que frequentou a Renascer desde os seus 12 anos de idade até 2010, quando deixou a igreja junto com sua então esposa, Caroline Celico. Durante o tempo em que Kaká fez parte da igreja, em 2007, o jogador expôs seu troféu de Melhor Jogador do Mundo pela FIFA na sede da igreja, no Cambuci. Em novembro de 2011, Caroline afirmou em entrevista a Marília Gabriela, no programa De Frente com Gabi, do SBT, que ela e o jogador pediram que o troféu fosse devolvido de volta ao jogador.

## Controvérsias

### Prisão nos Estados Unidos
Em 2007, Estevam e Sônia Hernandes foram presos ao desembarcar no Aeroporto Internacional de Miami, nos Estados Unidos, acusados de levar cerca de US$ 56 mil dólares em dinheiro em espécie não declarado e escondido na bagagem, incluindo US$ 9 mil escondidos dentro de um exemplar da Bíblia, valor que excedia significativamente o limite de US$ 10.000 que pode ser transportado sem declaração obrigatória. O casal havia declarado formalmente não portar mais do que esse valor permitido. O advogado do casal, Luis Flávio Borges D'Urso, então presidente da Ordem dos Advogados do Brasil (OAB), divulgou comunicado afirmando que a situação decorreu de um "erro no preenchimento dos documentos". Argumentou que, como estavam acompanhados por três familiares, formando um grupo de cinco pessoas, o limite total permitido seria de US$ 70.000, dentro do qual os US$ 56.000 estariam supostamente compreendidos.
Após a ampla cobertura da prisão pela imprensa brasileira, bispos e pastores da Renascer informaram aos fiéis que o casal estaria "escondido em local não revelado" aguardando habeas corpus, minimizando a gravidade da situação e omitindo os fatos reais. O casal foi inicialmente detido no Federal Detention Center em Miami, onde ficou em celas separadas, vestindo uniforme prisional laranja e dividindo espaço com outros detentos, conforme informado pelo consulado norte-americano. O casal foi formalmente acusado de evasão de divisas. Para serem liberados, pagaram uma fiança de US$ 100.000 e passaram a responder ao processo sob liberdade vigiada.
Somente após serem liberados sob fiança para aguardar julgamento em liberdade, Estevam Hernandes admitiu a prisão em transmissão via satélite. Como condição da liberdade vigiada, o casal foi obrigado pelo juiz a utilizar tornozeleiras eletrônicas com GPS, permitindo o monitoramento contínuo (24 horas por dia) pelos agentes federais. Eles foram confinados à sua mansão em Boca Raton, na Flórida, e impedidos de deixar o estado até o julgamento. Apesar das restrições legais e do monitoramento, o casal continuou a liderar a igreja e a pregar para os fiéis no Brasil através de transmissões via satélite durante todo o período em que aguardaram o julgamento nos EUA.
Em audiência, em agosto de 2007, Sônia e Estevam Hernandes se declararam culpados perante a Corte Federal Americana, expressando arrependimento. Seu advogado pediu clemência, argumentando que o dinheiro seria usado para evangelização. O juiz Frederico Moreno impôs uma sentença considerada leve: 140 dias de prisão em regime fechado para cada um, a serem cumpridos de forma intercalada (enquanto um cumpria pena, o outro ficava em liberdade vigiada para cuidar dos filhos), além de multa de US$ 30.000 para cada. Estevam cumpriu sua parte da pena entre agosto e dezembro de 2007. Na fase que antecedeu a audiência, a liderança da Renascer organizou um abaixo-assinado buscando 1 milhão de assinaturas para pedir a absolvição do casal. Relatos indicam que, diante da dificuldade em alcançar a meta, pastores orientaram obreiros a coletar nomes e RGs de pessoas conhecidas sem o devido consentimento, caracterizando fraude na campanha.
O casal ficou preso em regime fechado e semiaberto por um ano antes de retornar ao Brasil, e reassumiu integralmente suas funções de liderança na Igreja Renascer em Cristo. A volta foi antecipada para que o casal pudesse cuidar do filho mais velho, internado na UTI após uma cirurgia.

### Relação de Kaká com a Igreja
Em setembro de 2007, durante uma investigação criminal no Brasil envolvendo a liderança da igreja, o promotor criminal do Ministério Público de São Paulo, Marcelo Mendroni, anunciou que estava investigando o relacionamento do futebolista brasileiro Kaká com o casal fundador da igreja. A pedido da Justiça brasileira, Kaká afirmou ao Núcleo de Polícia Tributária de Milão, Itália (onde Kaká jogava no Milan, à época) ter doado cerca de € 200 mil para a Igreja.  Em 14 de janeiro de 2008, a igreja divulgou uma nota considerando a investigação de Kaká como "perseguição religiosa" e afirmou que irá entrar com uma representação contra o promotor.

### Condenação pelo TCU
Em 2012, a Fundação Renascer, mantida pela igreja, foi condenada pelo Tribunal de Contas da União (TCU) a devolver R$ 785 mil aos cofres públicos, acusada de mau uso no repasse de verbas do Fundo Nacional de Desenvolvimento da Educação (FNDE) entre os anos de 2004 e 2005, para uso na alfabetização de jovens e adultos. Sônia Hernandes, que era presidente da fundação, também foi multada em R$ 100 mil. Segundo o TCU, foram feitos saques na conta do convênio sem identificação do destinatário dos recursos. Outras irregularidades também foram detectadas pelo tribunal.